# Caradrina jacobsi
Caradrina jacobsi là một loài bướm đêm trong họ Noctuidae.